# Ямаути, Фусадзиро
Фусадзиро Ямаути (яп. 山内 房治郎 Ямаути Фусадзиро, 22 ноября 1859 — 1 января 1940) — японский предприниматель, основавший компанию, которая сегодня известна как Nintendo Company Limited. У Ямаути не было сына, которому он смог бы передать по наследству семейный бизнес, поэтому, следуя древней японской традиции, он назначил своим преемником своего будущего зятя Сэкирё Канэду (1883—1949). Тому, женившись на дочери Ямаути Тэи, пришлось взять девичью фамилию супруги, и он стал Сэкирё Ямаути.

## Биография
В 1633 году в Японии был введён полный запрет на иностранные игральные карты — так власти пытались сдерживать распространение незаконных азартных игр. Запрет на азартные карточные игры поддерживался в течение последующих 250 лет. Затем власти всё же согласились разрешить новую карточную игру «Ханафуда», разработанную Фусадзиро Ямаути. На картах изображались не цифры, а рисунки.
23 сентября 1889 года в Киото Фусадзиро Ямаути основал компанию «Нинтэндо Коппай». Компания начала выпускать игральные карты «Ханафуда» в особом японском стиле (они были нарисованы вручную), которые быстро завоевали популярность, и компания прочно закрепилась на японском рынке игрушек.
В возрасте 70 лет Ямаути отошёл от дел, назначив преемником своего будущего зятя Сэкирё Канэду. В 1947 году Сэкирё основал компанию «Маруфуку», чтобы распространять карты «Ханафуда», а также несколько других брендов карт, которые были введены Nintendo.